# Angelo Branduardi
Angelo Branduardi (Olaszország, Cuggiono, 1950. február 12. –) olasz népi énekes, dalszövegíró és hegedűművész.

## Élete
Angelo Branduardi egy Milánó melletti olasz kisvárosban, Cuggionóban látta meg a napvilágot, de családja hamarosan Genovába költözött, így Angelo a helyi zeneiskolában tanult meg hegedülni. 18 éves korában megzenésítette Szergej Jeszenyin Egy huligán vallomásai című művét (Confessioni di un malandrino), melyet napjainkban is Branduardi egyik legjobb zenéjeként ismernek el a kritikusok.
Többek között ő szerezte egy 1983-ban forgatott ismert olasz film, a Legyetek jók, ha tudtok (State buoni... se potete) teljes zenei anyagát. Ebben a filmben néhány jelenetben a zeneszerző is feltűnik egy kisebb szerepben (Spiridione).
Branduardi zenei tehetségét és munkásságát egész Európában elismerik. Zenéjével olyan országokban is nagy sikereket aratott, mint például Hollandia, Franciaország és Németország.

## Diszkográfia
- 1974 − Angelo Branduardi
- 1975 − Gulliver, la luna e altri disegni
- 1976 − Alla fiera dell'est
- 1977 − La pulce d'acqua
- 1979 − Cogli la prima mela
- 1979 − Highdown Fair (Alla fiera dell'est)
- 1979 - Fabels And Fantasies (La pulce d'acqua)
- 1980 − Gulliver, la luna e altri disegni
- 1980 - Life Is The Only Teacher (Cogli la prima mela)
- 1981 − Branduardi '81
- 1983 − Cercando l'oro
- 1983 − State buoni se potete
- 1986 − Branduardi canta Yeats - Dieci ballate su lirichi di William Butler Yeats
- 1986 - Collection
- 1988 − Pane e rose
- 1990 − Il ladro (Album)|Il ladro
- 1992 − Musiche da film
- 1992 − Si può fare
- 1994 − Domenica e lunedì
- 1996 − Camminando camminando
- 1996 − Futuro antico I
- 1998 − Il dito e la luna
- 1998 − Studio Collection
- 1999 − Futuro antico II
- 2000 − L'infinitamente piccolo
- 2002 − Futuro antico III
- 2003 − Ballerina
- 2003 − Altro ed altrove
- 2005 − The Platinum collection
- 2007 − Futuro antico IV